# 呉青
呉青（ウー・チン、ご せい、1937年11月9日 - ）は、中華人民共和国の英語学者、社会運動家、北京市人民代表。特に農村の女性の地位向上や女子教育に焦点をすえた活動を展開。作家謝冰心の次女。

## 事績
父呉文藻、母謝冰心の次女として1937年11月9日に誕生。父呉文藻は1946年より1951年まで、中華民国の駐日代表団政治組織長、連合国対日委員会中国代表として東京に在留。呉青は「呉文藻の家族」という身分で、母謝冰心に連れられて来日、父と合流した。滞日中、母謝冰心と親交のあった中国語学者で東大教授の倉石武四郎に乞われ、母、兄呉平、姉呉冰らとともにNHKラジオ中国語講座のためのスキットの吹き込みを担当した（講座そのものは、一家の帰国後の1953年から開講（放送開始）された）。大学を卒業ののち、1960年より2000年まで北京外国語大学で教鞭をとる。大学在籍中の1984年以来、北京市海淀区の区人民代表に選出され、8期より12期まで連続当選。1988年以来、北京市の人民代表にも選出され、9期より12期まで連続当選。毎週火曜日に「市民相談室」を開催、人民代表が持つ「裁判の傍聴」「行政の監督」の権限を駆使し、行政や企業の横暴に苦しむ市民の支援に努める。770人を数える北京市の人民代表のうち、この種の活動に従事しているのは呉青のみである。
また、母謝冰心が原稿料のすべてを献金して設立した農家女文化発展中心の理事長をつとめ、農村女性を対象とした奨学金給付、職業訓練、法律・農業技術・保健知識などの普及などの事業を展開している。

## 学歴と職歴
学歴
- 1957年-1960年　北京市　北京外国語大学英語系

職歴
- 1960年-2000年　北京市　北京外国語大学英語系　講師・副教授・教授
- 1984年- 　北京市海淀区人民代表
- 1988年- 　北京市人民代表

## 社会運動
- 2001年　マグサイサイ賞を受賞

## テレビ番組
- BSドキュメンタリー「法と現実のはざまで：ある北京人民代表の責務」（BS1, 2006年 5月13日（土） 午後10:10 - 午後11:00／7月 7日（金）午後6:10～午後7:00 放送。50分間。）

日照権をさえぎる違法建築、契約期間を20年近く残して突如村民委員会より耕地の接収を言い渡された花農家、交通事故の治療中に首にされ、労災を申請したところ告訴されてしまった農村出身の化粧品営業員女性ら3件の相談を事例として、行政、企業の横暴に苦しむ北京市民を支援する呉青の活動を紹介。
相談者に対する呉青のキーワードは「法的根拠はありますか？」。相談者に対し、情報や証拠資料の収集と自らの理論武装を厳しく促す彼女の姿勢が窺えるひとこと。